# Foldit
Foldit je multiplatformní on-line počítačová hra, jejíž náplní je skládání bílkovin. Je součástí výzkumného projektu Washingtonské univerzity a jejím cílem je pomocí různých pomocných metod vytvořit co nejlepší struktury vybraných bílkovin. Nejpovedenější výsledky jsou následně zkoumány výzkumníky, kteří ověří, jestli odpovídají strukturám bílkovin v přírodě. Vědci poté mohou výsledků využít např. k léčení nemocí a k biologickým inovacím. Pro akademické a nekomerční účely je hra dostupná jako freeware.
Za jejím vznikem stojí výzkumník v oblasti bílkovin David Baker, který již dříve vytvořil projekt Rosetta@home, jehož cílem je také vyřešit struktury bílkovin, ale pomocí počítačů. Když si Baker uvědomil, že lidé by mohli tuto činnost provádět lépe, spolu s kolegy z Washingtonské univerzity vyvinul právě hru Foldit. Její betaverzi vydali v květnu 2008 a od té doby ji hrálo více než 46 000 uživatelů.
V roce 2011 se hráčům hry Foldit podařilo rozluštit krystalickou strukturu retrovirální proteázy Mason-Pfizerova opičího viru (M-PMV), který způsobuje AIDS u opic. Správný 3D model tohoto enzymu zvládli vytvořit za tři týdny, vědci se přitom tímto problémem zabývali přes patnáct let. Hráči obdrželi několik modelů proteinu získaných pomocí NMR spektroskopie. Hráči postupně vylepšovali svůj model proteázy tak, aby co nejlépe seděl na NMR modely. Autoři studie popisují několik klíčových změn, které provedli zcela konkrétní hráči Folditu. Nakonec byla kompatibilita s NMR modely tak vysoká, že bylo možno prohlásit navrženou strukturu v podstatě za správnou. Přesnou krystalovou strukturu proteázy pak již na základě jejich výsledku dohledali odborníci, k čemuž už jim postačovalo jen několik hodin.